# Juniata (Nebraska)
Pour les articles homonymes, voir Juniata.
Le village de Juniata est situé dans le comté d'Adams, dans l’État du Nebraska, aux États-Unis. Sa population s’élevait à 755 habitants lors du recensement de 2010.

## Source
- (en) Cet article est partiellement ou en totalité issu de l’article de Wikipédia en anglais intitulé « Juniata, Nebraska » (voir la liste des auteurs).